# Cyclo-cross d'Igorre
Le Cyclo-cross d'Igorre (en basque : Ziklocross Igorre) est une compétition de cyclo-cross disputée annuellement à Igorre, en Espagne.
Créée en 1977, la course se déroule dans le quartier San Cristobal jusqu'en 1992. La création de la Coupe du monde provoque le déplacement du circuit dans le quartier Olabarri l'année suivante.
Cette épreuve fit partie des éditions 2005 à 2011 de la Coupe du monde de la spécialité, ainsi que ponctuellement en 1993, 1994, 1995 et 2001.
La course est déclassée en catégorie C2 en 2012, puis en amateur en 2014 et 2015, avant d'être de nouveau en catégorie C2 depuis 2016.
Une course féminine est organisée depuis 2016.

## Palmarès masculin
En jaune : éditions amateurs
| Année | Vainqueur                | Deuxième                 | Troisième                |
| ----- | ------------------------ | ------------------------ | ------------------------ |
| 1977  | José María Yurrebaso     | Iñaki Mayora             | Ramón Medina             |
| 1978  | Peter Haegi              | Alfons Van Parijs        | Martin De Cock           |
| 1979  | Reimund Dietzen          | José María Yurrebaso     | Peter Haegi              |
| 1980  | Iñaki Mayora             | Iñaki Vijandi            | José María Yurrebaso     |
| 1981  | Klaus-Peter Thaler       | Iñaki Mayora             | Francisco Sala           |
| 1982  | Gilles Blaser            | Benito Durán             | José María Yurrebaso     |
| 1983  | José María Yurrebaso     | Frank Ommer              | Iñaki Mayora             |
| 1984  | Mathieu Hermans          | Paul De Brauwer          | Francisco Sala           |
| 1985  | Albert Zweifel           | Marcel Russenberger      | José María Yurrebaso     |
| 1986  | Albert Zweifel           | Pascal Richard           | Paul De Brauwer          |
| 1987  | José María Yurrebaso     | Francisco Sala           | Christian Hautekeete     |
| 1988  | Albert Zweifel           | Laurent Dufaux           | Adrie van der Poel       |
| 1989  | Petr Hric                | Pascal Richard           | Éric Chanton             |
| 1990  | Stanislav Bambula        | Laurent Dufaux           | Pascal Richard           |
| 1991  | Radovan Fořt             | Karel Camrda             | Huub Kools               |
| 1992  | Daniele Pontoni          | Karel Camrda             | Peter Van Den Abeele     |
| 1993  | Paul Herijgers           | Danny De Bie             | Adrie van der Poel       |
| 1994  | Daniele Pontoni          | Jérôme Chiotti           | Paul Herijgers           |
| 1995  | Daniele Pontoni          | Luca Bramati             | Jiří Pospíšil            |
| 1996  | Daniele Pontoni          | Ondřej Lukeš             | Jiří Pospíšil            |
| 1997  | Jiří Pospíšil            | Ondřej Lukeš             | Kamil Ausbuher           |
| 1998  | Daniele Pontoni          | Jiří Pospíšil            | Petr Dlask               |
| 1999  | Beat Wabel               | David Seco               | Václav Ježek             |
| 2000  | Daniele Pontoni          | Beat Wabel               | Jiří Pospíšil            |
| 2001  | Sven Nys                 | Bart Wellens             | Erwin Vervecken          |
| 2002  | Mario De Clercq          | David Seco               | Jiří Pospíšil            |
| 2003  | Jiří Pospíšil            | David Seco               | John Gadret              |
| 2004  | Arnaud Labbe             | David Seco               | František Klouček        |
| 2005  | Bart Wellens             | Petr Dlask               | Enrico Franzoi           |
| 2006  | Sven Nys                 | Bart Wellens             | Klaas Vantornout         |
| 2007  | Sven Nys                 | Bart Wellens             | Klaas Vantornout         |
| 2008  | Sven Nys                 | Klaas Vantornout         | Erwin Vervecken          |
| 2009  | Zdeněk Štybar            | Niels Albert             | Sven Nys                 |
| 2010  | Niels Albert             | Francis Mourey           | Sven Nys                 |
| 2011  | Kevin Pauwels            | Sven Nys                 | Tom Meeusen              |
| 2012  | Aitor Hernández          | Egoitz Murgoitio         | Isaac Suárez             |
| 2013  | Aitor Hernández          | Javier Ruiz de Larrinaga | Martin Haring            |
| 2014  | Aitor Hernández          | Javier Ruiz de Larrinaga | Kevin Suárez             |
| 2015  | Kevin Suárez             | Aitor Hernández          | Ismael Esteban           |
| 2016  | Stan Godrie              | Ismael Esteban           | Nadir Colledani          |
| 2017  | Wietse Bosmans           | Aitor Hernández          | Javier Ruiz de Larrinaga |
| 2018  | Javier Ruiz de Larrinaga | Aitor Hernández          | Jon Munitxa Arrinda      |
| 2019  | Felipe Orts              | Kevin Suárez             | Ismael Esteban           |
| 2020  | annulé                   | annulé                   | annulé                   |
| 2021  | aucune course seniors    | aucune course seniors    | aucune course seniors    |
| 2022  | Anton Ferdinande         | Kevin Suárez             | Gonzalo Inguanzo Macho   |
| 2023  | annulé                   | annulé                   | annulé                   |
| 2024  | Yorben Lauryssen         | Mario Junquera           | Miguel Rodríguez         |

## Palmarès féminin
| Année | Vainqueur             | Deuxième              | Troisième             |
| ----- | --------------------- | --------------------- | --------------------- |
| 2016  | Aida Nuño             | Lucía González        | Sara Casasola         |
| 2017  | Elle Anderson         | Aida Nuño             | Lucía González        |
| 2018  | Luisa Ibarrola        | Olatz Odriozola       | Paula Suárez Chasco   |
| 2019  | Lucía González        | Aida Nuño             | Olivia Onesti         |
| 2020  | annulé                | annulé                | annulé                |
| 2021  | aucune course seniors | aucune course seniors | aucune course seniors |
| 2022  | Lucía González        | Sofía Rodríguez       | Irene Trabazo         |
| 2023  | annulé                | annulé                | annulé                |
| 2024  | Noémie Garnier        | Sofía Rodríguez       | Alicia González       |